# Diòcesi de Tagaria
La diòcesi de Tagaria (en llatí: Dioecesis Tagariensis) és una seu suprimida i actualment seu titular de l'Església catòlica.

## Història
Tagaria, a l'actual Tunísia, és una antiga seu episcopal de la província romana de Bizacena.
Són dos els bisbes atribuïts a aquesta diòcesi. A la confèrencia de Cartago del 411, que va veure reunits els bisbes catòlics i donatistes de l'Àfrica romana, hi va prendre part el donatista Fèlix, sense competidor catòlic. Honorat va intervenir al sínode que va reunir a Cartago el rei vandal Huneric en 484, i després va ser bandejat.
Actualment Tagaria sobreviu com a seu bisbal titular; l'actual arquebisbe, a títol personal, és Novatus Rugambwa, nunci a Hondures.

## Cronologia de bisbes
- Fèlix † (esmenat el 411) (bisbe donatista)
- Honorat † (esmenat el 484)

## Cronologia de bisbes titulars
- Alberto Cosme do Amaral † (8 de juliol de 1964 – 1 de juliol de 1972 nomenat bisbe de Leiria)
- Paul Émile Joseph Bertrand (12 de juny de 1975 - 14 de setembre de 1989 nomenat bisbe de Mende)
- Jan Graubner (17 de març de 1990 - 28 de setembre de 1992 nomenat arquebisbe d'Olomouc)
- Luigi Sposito † (18 de desembre de 1992 - 28 de febrer de 1998 nomenat bisbe titular de Capri)
- Víctor Manuel Pérez Rojas (9 de maig de 1998 - 7 de novembre de 2001 nomenat bisbe de San Fernando de Apure)
- José Benedito Simão † (28 de novembre de 2001 - 24 de juny de 2009 nomenat bisbe de Assis)
- Novatus Rugambwa, des del 6 de febrer de 2010